# 능창군 추대 사건
능창군추대사건(綾昌君推戴事件)은 1615년 신경희(申景禧) 등 서인계 일부 인사가 선조의 서손 능창군을 왕으로 추대하려던 일이 발각되어 일어난 사건이다.
관련자의 한사람인 소명국(蘇鳴國)이 금부에 압송되어 진술할 때 신경희, 양시우(楊時遇), 김이강(金以剛), 김정익(金廷益), 소문진(蘇文震), 오충갑(吳忠甲) 등과 능창군을 추대하여 역모(逆謀)를 도모하려 하였다고 진술함으로써 일어난 사건이다.

## 경과
주동자 신경희 등은 사형에 처해졌으며, 능창군은 강화도 교동에 귀양보냈다가 나중에 사형시켰다. 이 사건으로 서인계 세력이 약화되었는데, 이후 서인은 광해군 정권을 전복하려 할 정도로 관계가 악화되었다. 이 사건은 인조반정으로 이어졌다.

## 의혹
반란에 가담한 주동자 중 신경희는 훗날 인조반정에 가담하는 신경진의 형제였고, 반란의 수괴로 지목되어 사형당한 능창군은 능양군의 친동생이자, 숙부 신성군의 양자가 된 인물이었다. 이런 인연 때문에 인조반정이 개인적인 원한관계에 의해 준비된 쿠데타라는 의혹이 제기되기도 했다.

## 같이 보기
- 능창군
- 인조반정
- 신경진
- 능양군